# Piotr Krzystek
Piotr Tomasz Krzystek (ur. 5 lutego 1973 w Szczecinie) – polski samorządowiec i prawnik, od 2006 prezydent Szczecina.

## Życiorys

### Wykształcenie i praca zawodowa
Absolwent V Liceum Ogólnokształcącego w Szczecinie. W 1997 ukończył studia na Wydziale Prawa i Administracji Uniwersytetu Szczecińskiego.
Pracę w administracji rozpoczął od stanowiska podinspektora w Urzędzie Miejskim w Szczecinie. Następnie od maja 1998 był zastępcą dyrektora Wydziału Zdrowia Urzędu Wojewódzkiego w Szczecinie. Od stycznia 1999 do marca 2002 zajmował stanowisko dyrektora generalnego Zachodniopomorskiego Urzędu Wojewódzkiego. Stał na czele zespołu wdrażającego reformę administracyjną na terenie województwa zachodniopomorskiego.
Od listopada 2002 do sierpnia 2004 pełnił funkcję zastępcy prezydenta Szczecina Mariana Jurczyka, odpowiadał za gospodarkę nieruchomościami, mieszkalnictwo i administrację budowlaną. Po odejściu z tego stanowiska praktykował jako radca prawny w ramach prywatnej kancelarii. W latach 2004–2007 był prezesem Stowarzyszenia Gmin Polskich Euroregionu Pomerania.

### Prezydent Szczecina
Kandydował na stanowisko prezydenta miasta Szczecina w wyborach samorządowych w 2006 jako bezpartyjny kandydat z ramienia Platformy Obywatelskiej. W pierwszej turze wyborów zajął pierwsze miejsce (otrzymał 41,79% poparcia). W drugiej turze pokonał Jacka Piechotę, otrzymując 64,83% głosów i wygrywając wybory. Pod koniec tego samego roku wstąpił do PO. 18 września 2010, po decyzji zachodniopomorskiej rady regionu Platformy Obywatelskiej o niepoparciu go w kolejnych wyborach na prezydenta Szczecina, zawiesił swoje członkostwo w tej partii. 27 listopada tego samego roku ostatecznie zrezygnował z członkostwa w PO.
W 2008 CBA zarzuciło Piotrowi Krzystkowi zakup mieszkania komunalnego po zaniżonej cenie w latach 1999–2003. Prawo najmu tego lokalu przyznał mu (wówczas dyrektorowi UW) wojewoda zachodniopomorski Władysław Lisewski. Mieszkanie wycenione na 180 tys. zł w 2000 Piotr Krzystek wykupił za 32 tysiące (17,5% wartości). W 2009 Sąd Okręgowy w Szczecinie orzekł, że nie było podstawy prawnej, w oparciu o którą Piotr Krzystek mógł dostać mieszkanie komunalne, nakazując jego zwrot. Piotr Krzystek, zgodnie z wcześniejszymi deklaracjami, oświadczył, że nie będzie wnosił odwołania od wyroku.
W wyborach w 2010 Piotr Krzystek uzyskał reelekcję na urząd prezydenta miasta, pokonując w drugiej turze posła PO Arkadiusza Litwińskiego. Startował z własnego komitetu pod nazwą „Szczecin dla Pokoleń”, współpracując ze Stronnictwem Konserwatywno-Ludowym. W 2014 został wybrany na trzecią z rzędu kadencję, ponownie wygrywając w drugiej turze głosowania jako kandydat niezależny. Ponadto zorganizowany przez niego komitet Bezpartyjni Pomorze Zachodnie przekroczył próg w wyborach do sejmiku zachodniopomorskiego, zdobywając jeden mandat. W 2015 był jednym z założycieli komitetu wyborczego Bronisława Komorowskiego w wyborach prezydenckich.
W wyborach samorządowych w 2018 ponownie kandydował na prezydenta Szczecina. Jako lider BPZ stał również na czele regionalnych struktur komitetu Bezpartyjni Samorządowcy, który przekroczył próg wyborczy w wyborach do sejmiku, uzyskując 13,7% głosów i trzy mandaty radnych. W wyborach na prezydenta miasta przeszedł do drugiej tury głosowania, w której wygrał z kandydatem Prawa i Sprawiedliwości Bartłomiejem Sochańskim, otrzymując w niej 78,22% głosów. Znalazł się później wśród założycieli Ogólnopolskiej Koalicji Samorządowej, na czele której stanął w czerwcu 2024 (we wrześniu tego samego roku przyjęła ona nazwę KS „OK Polska”).
W wyborach samorządowych w 2024 uzyskał reelekcję w pierwszej turze z wynikiem 60,4% głosów. Kandydował z własnego komitetu z poparciem ze strony PO i Polski 2050.

## Życie prywatne
Zawarł związek małżeński z Małgorzatą; w 2024 Piotr Krzystek oświadczył, że znaleźli się w separacji. Mają troje dzieci. Deklaruje się jako katolik.

## Odznaczenia
- Krzyż Kawalerski Orderu Odrodzenia Polski (2015)[22][23]
- Złoty Medal za Zasługi dla Policji (2012)[24]
- Odznaka Honorowa za Zasługi dla Samorządu Terytorialnego (2015)[25]